# Podochela hemphillii
Podochela hemphillii är en kräftdjursart som först beskrevs av William Neale Lockington 1877.  Podochela hemphillii ingår i släktet Podochela och familjen Inachidae. Inga underarter finns listade i Catalogue of Life.